# 康宁镇 (武威市)
康宁镇，原为康宁乡，是中华人民共和国甘肃省武威市凉州区下辖的一个乡镇级行政单位。2018年3月撤乡设镇。区划代码改为620602132。

## 行政区划
康宁镇下辖以下地区：
山湾村、康宁村、西湾村、新介村、东湖村和龙泉村。